# فرایند پنروز
فرایند پنروز (به انگلیسی: Penrose process) یا مکانیزم پنروز فرایندی است که توسط راجر پنروز طراحی شد که می‌توان توسط آن از یک سیاهچاله چرخان انرژی استخراج نمود. استخراج انرژی به این دلیل امکانپذیر است که انرژی چرخشی سیاهچاله در درون افق رویداد آن قرار ندارد بلکه در بیرون آن و در ناحیه‌ای از فضازمان کِر به نام کارکره قرار می‌گیرد. هر شیئی که در کارکره قرار بگیرد توسط فضازمان چرخان دچار کشیدگی می‌شود.
در این فرایند توده‌ای از ماده وارد کارکره یک سیاهچاله می‌شود و به محض ورود به کارکره به دو قسمت تقسیم می‌شود.تکانه دو قطعه ماده را می‌توان به گونه‌ای تنظیم کرد که یک قسمت به بی‌نهایت بگریزد و قسمت دیگر از افق رویداد گذشته و به درون سیاهچاله بیفتد.این امکان وجود دارد که قطعه ماده‌ای که از کارکره می گریزد، جرم-انرژی بیشتری از کل توده ماده اولیه‌ای که به درون کارکره افتاد، داشته باشد. به‌طور خلاصه این فرایند سبب کاهش تکانه زاویه‌ای سیاهچاله می‌شود.
این فرایند از قوانین مکانیک سیاهچاله ها تبعیت می‌کند. یکی از پیامدهای این قوانین این است که اگر فرایند استخراج انرژی را تکرار کنیم، سرانجام سیاهچاله تمام تکانه زاویه‌ای اش را از دست می دهد و غیرچرخان می‌شود؛ یعنی تبدیل به سیاهچاله شوارتزشیلد می گردد. دیمیتریوس کریستودولو حد بالایی برای میزان انرژی که می‌توان با فرایند پنروز استخراج نمود، پیدا کرد.

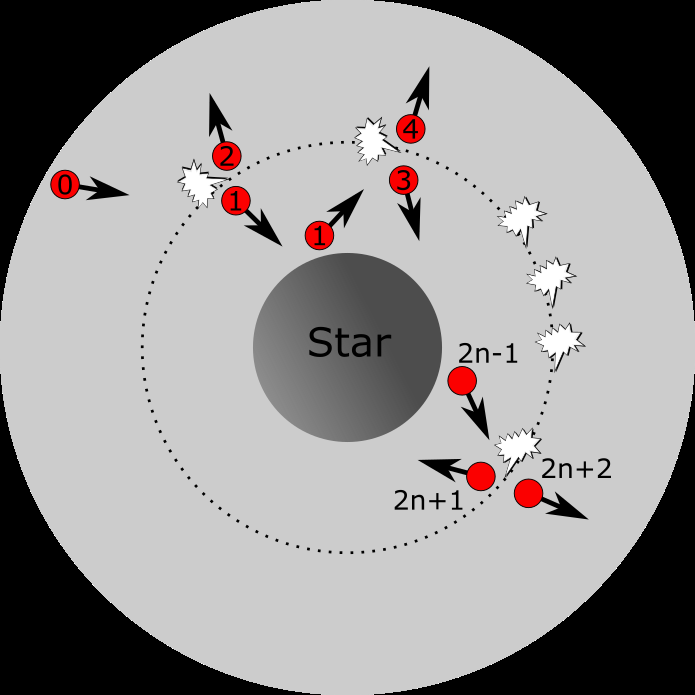
طرح‌وارهٔ «فرآیند پنروز» در مجاورت یک‌ستارهٔ بسیار کوچک در حال چرخش. یک‌ذره در ناحیهٔ تولیدکنندهٔ کار، به دو قسمت با شعاع r (خط‌چین) تجزیه می‌گردد. ذرهٔ شماره ۲ برای انعکاس از سطح ستاره، تجزیه می‌شود و دوباره در همان هاله، پوسیده می‌گردد> این روند به‌طور نامحدود ادامه می‌یابد و منجر به بی‌ثباتی (نمایی) می‌شود.